# Прияр
Прияр — хутор в Лискинском районе Воронежской области.
Входит в состав Петропавловского сельского поселения.

## История
Хутор располагается на реке Дон. В конце XIX века, на месте будущего хутора располагалось пастбище, на котором пасли коров жители села Колыбелка. Позднее, появились домики для пастухов. Хутор начал постепенно разрастаться. Название хутора состоит из двух соединённых между собой слов «При» и «Яр». Яр- означает «овраг». То есть, название хутора можно перевести, как «При овраге», что соответствует действительности. Хутор располагается на очень крутом, обрывистом овраге, на берегу реки Дон. В данный момент, в хуторе имеется фельдшеро-акушерский пункт, сельский клуб и небольшой сквер с памятником воинам-участникам Великой Отечественной войны.

## География
Хутор Прияр расположен на левом берегу Дона примерно в 30 км к юго-востоку от районного центра, города Лиски.

### Улицы
- ул. Донская
- ул. Коммунистическая
- ул. Мичурина

## Население
По данным Всероссийской переписи 2010 года, в населённом пункте проживало 217 человек (95 мужчин и 122 женщины).